# Microphthalma ascita
Microphthalma ascita là một loài ruồi trong họ Tachinidae.